# Zirconium(IV)-borhydrid
Zirconium(IV)-borhydrid ist eine chemische Verbindung aus der Gruppe der Zirconiumverbindungen und Borane.

## Gewinnung und Darstellung
Die Synthese erfolgt durch die Umsetzung von Lithiumborhydrid mit Zirconium(IV)-chlorid.
{\displaystyle {\ce {4 LiBH4 + ZrCl4 -> Zr(BH4)4 + 4 LiCl}}}

## Eigenschaften

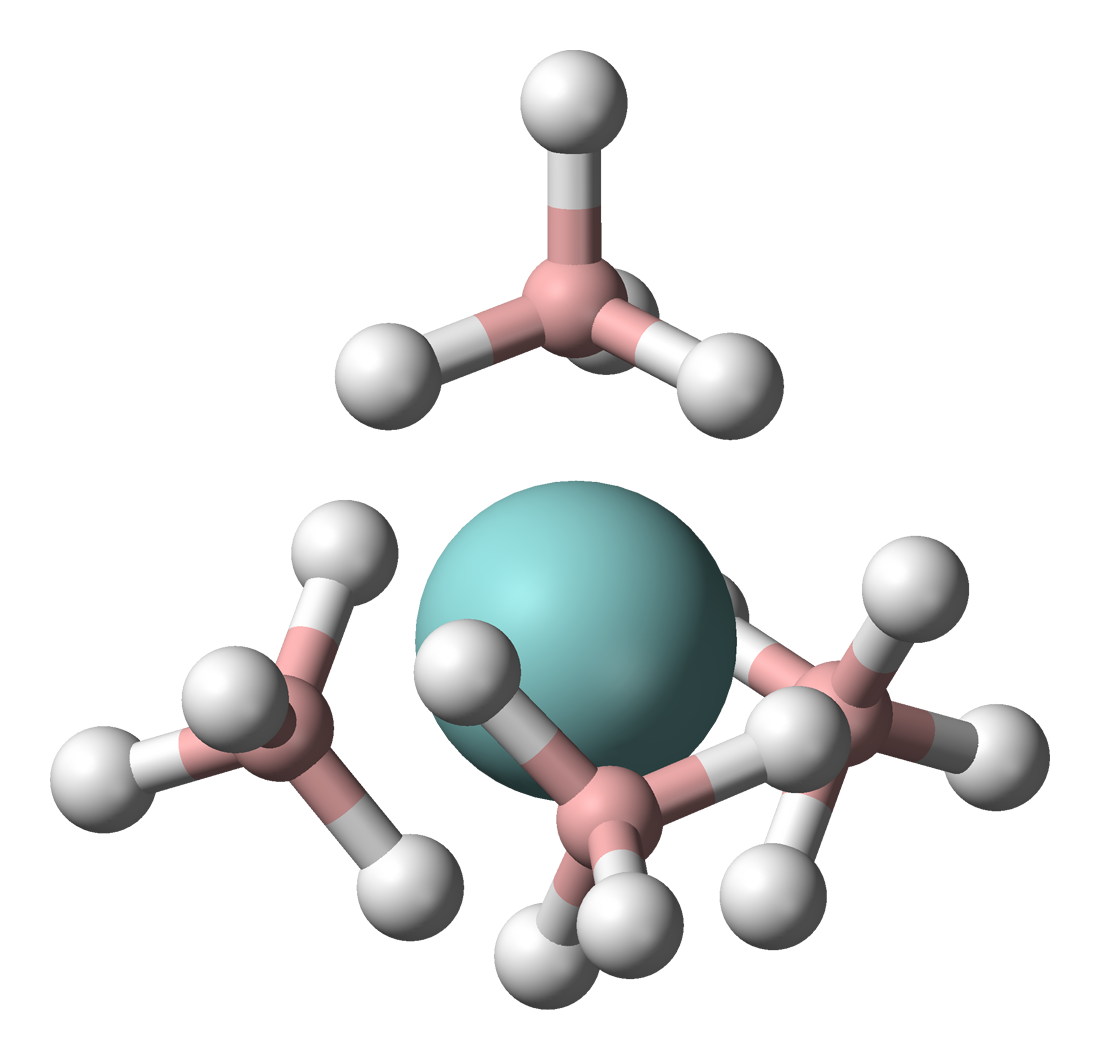
Struktur von Zr(BH_{4})_{4}

Zirconium(IV)-borhydrid ist ein niedrig schmelzender Feststoff und oberhalb des Schmelzpunktes eine leicht flüchtige Flüssigkeit. Der niedrige Schmelzpunkt bei 28,7 °C und der niedrige Siedepunkt bei 123 °C weisen auf eine Komplexverbindung statt einer ionischen Salzverbindung hin. Die Bestimmung der Kristallstruktur ergab eine hochkoordinierte Struktur, wobei jeweils drei der Wasserstoffatome der Boronateinheiten mit dem Zentralion koordiniert sind. Die thermische Zersetzung der Verbindung oberhalb von 250 °C gibt ein Produkt mit der Zusammensetzung ZrB2,76–3,74, wobei die kristalline Phase aus Zirconiumdiborid und der Rest aus amorphen Bor besteht. In der Gasphase erfolgt die Zersetzung nach:
{\displaystyle {\ce {Zr(BH4)4 -> ZrB2 + B2H6 + 5 H2}}}
Die Verbindung ist pyrophor, sie entzündet sich in Gegenwart von Luft selbst, wobei die Entzündung verzögert unter Explosion verlaufen kann. In Gegenwart von Wasser erfolgt eine schnelle Hydrolyse.

## Verwendung
Die Verbindung dient als Ausgangsstoff für die Gewinnung von Zirkoniumdiborid ZrB2, welches für Hochtemperaturkeramiken oder zur Beschichtung von Glas- oder Metalloberflächen eingesetzt werden kann.  In der organischen Chemie wird es als effektives Reduktionsmittel eingesetzt. Des Weiteren wurde die Verbindung als Wasserstoffspeichermaterial vorgeschlagen.